# Међимурска попевка
Међимурска попевка је врста традиционалне народне песме из Међимурја у северној Хрватској. Изводи се углавном у сеоским срединама у разним приликама (празничне свечаности, крштења, венчања, бербе, брање грожђа итд.). Она је остала до данашњих дана неодвојиви део традиционалне културе Међимурја и препознатљив заштитни знак хрватског идентитета најсевернијег дела Хрватске.
Од 2013. године уврштена је у регистар хрватских културних добара, а од 2018. проглашен је за нематеријалну светску културну баштину под заштитом  Организације Уједињених нација за образовање, науку и културу (УНЕСКО).

## Историја
Када је Међимурје у 12. веку пало под угарску власт, међимурска попевка слободно се изводила искључиво у цркви која је од 11. века била у саставу Загребачке бискупије. Тако очуван хрватски идентитет припојен је Међимурју у 20. веку.
Њени најстарији сачувани текстуални записи датирају из 16. века, иако су знатно старији, а објављени су и у једној песмарици у 17. веку у Павлинском зборнику (Павлинска пјесмарица).
Протеклих векова попевка се певала као капела, без пратње музичара, да би се касније поступно уводили пратећи инструменти, који су заступљени на подручју Међимурја (тамбурице, цимбуле, цитра и др.).
Музичке групе пре 20. века наступале су у црквама и школама, затим у ватрогасним јединицама, библиотекама и читаоницама, а после Другог светског рата у задружним домовима.
Започет распадом традиционалног живота породичних и сеоских заједница, створен је нови контекст за извођење међимурске попевке, повезан „са историјом њене праксе на фестивалима и другим сродним јавним манифестацијама“ у организацији Хрватског пјевачког савеза (1926-1929) и Сељачко јединство (1925.-1941). Савез културно-просветних друштава Хрватске (1950-их) и локалне друштвено-политичке заједнице и културне организације (после Другог светског рата), осмислиле су , представљање, популаризацију, социјалну интеграцију и фиксацијом подстакли национални и културни идентитет и њихове наследнике у новије време и локалне идентитете. Подржани сумњама у у угроженост традиционалног и конзервативног, фолклорни аматеризам представљао је покретачку снагу за очување изворне певачке и фолклорне традиције на новооснованим регионалним смотрама фолклора, на Међународном фестивалу у Загребу, Фестивалима  фолклора широм Хрватске и на хрватским и страним културним манифестацијама и у радио и телевизијским програмима. На тим манифестацијама своје место нашла је и међимурска попевка.
Данас у оквиру Међимурских фолклорних друштава делују бројни мешовити, женски или мушки хорови и вокалне групе. МПЗ Катруже ХКУД-а Међимурје послује у Љубљани, а МПЗ КУД-Сумартон у Мађарској.

## Опис културног добра
Међимурска попевка је врста традиционалне народне песме из Међимурја, северна Хрватска. Изводи се углавном у сеоским срединама у разним приликама (празничне свечаности, крштења, венчања, кармине, ћетве, бербе грожђа итд.).
Међимурску попевку представљају лирски и епски напеви, баладе и романсе. Једногласно испевани у староцрквеним модусима са елементима пентатонике сведоче о прехришћанским историјско-савременим и духовно прожетим елементима у контекстима локалне, хрватске, словенске и европске руралне и урбане, профане и сакралне традиције.
Певају је претежно жене, ређе мушкарци.
Стихови попевке се певају на одговарајућу мелодију, а певање може бити солистичко или групно, једногласно (монофоно) или вишегласно. Изводи се најчешће без инструменталне пратње, а при томе се користи, углавном, пентатонска лествица, чији се тонови код извођења често преплићу. Певање такођер може бити праћено и традиционалним плесом – међимурским колом.  
- Неки од инструменати који се користе током извођења попевки
- Цимбал из музеја у Међимурју
- Цитра из музеја у Међимурју

Старије напеве карактерише ужи мелодијски распон, редослед тонова у непрекинутом низу и једнаки ритам, и митска тематика. Код новије попевке карактеристично је да ритам постаје разноликији, мелодија разгранатија, и долази до асиметричности доба, а тематика је претежно о стварним особама или догађајима. У попевкама често долази до примене синкопа и полиметричности, а пева се са изразитим сензибилитетом.
Код самих стихова превладава лирика, док је епика мање заступљена. Песме су великим делом у облику баладе или романси љубавног карактера, али и са завичајно-родољубиивим, обредно-обичајним и другим садржајем.

## Сакупљачи и извођачи
До данас у Хрватској су регистровани бројни композитори, извођачи и етномузиколози записивали, проучавали и користили међумурску попевку у својим делима, међу којима су најпознатији Винко Жганец, Јосип Штолцер - Славенски, Флоријан Андрашец и Лидија Бајук. Винко Жганец је од почетка 20. века па до своје смрти скупио око 6.000 попевки, плесова и обичаја из Међимурја, и још више хиљаду записа у целој Хрватској и суседним земљама.
Међу вокалним извођачима изворних напева најзначајнија је била недавно преминула Елизабета Топлек, познатија као Тета Лиза.
Данас се међимурска попевка пева знатно мање него некада, али се и фаље може чути поводом разних друштвених, културних, верских и породичних догађања у Међимурској жупанији,  и у другим подручјима у Хрватској.

## Заштита културног добра
Од 2013. године Међимурска попевка је унета у регистар хрватских културних добара, а од 2018. године проглашен је за нематеријалну светску културну баштину под заштитом УНЕСКО-а.
Све док хрватска заједница реагује на свој осећај идентитета, своју историју, своје окружење, трансформацију у социјалном смислу света у коме живи и све док та заједница користи наслеђе за репозиционирање и изградњу свог света и осећаја идентитета онда је то нематеријално наслеђе. Оног тренутка када се окамени, и престане да корсисти  Межимурска попевка она више неће припадати фонду нематеријалне баштине.

## Галерија
- Фотографије са промоције Међимурске попевке
- Промотивни фил о Међимурској попевки
- Музичка клупа  „Попевка”, посвећена међимурској народној песми под заштитом УНЕСКО-а, постављена у Чаковцу.